# Sant Joan Evangelista d'Oms

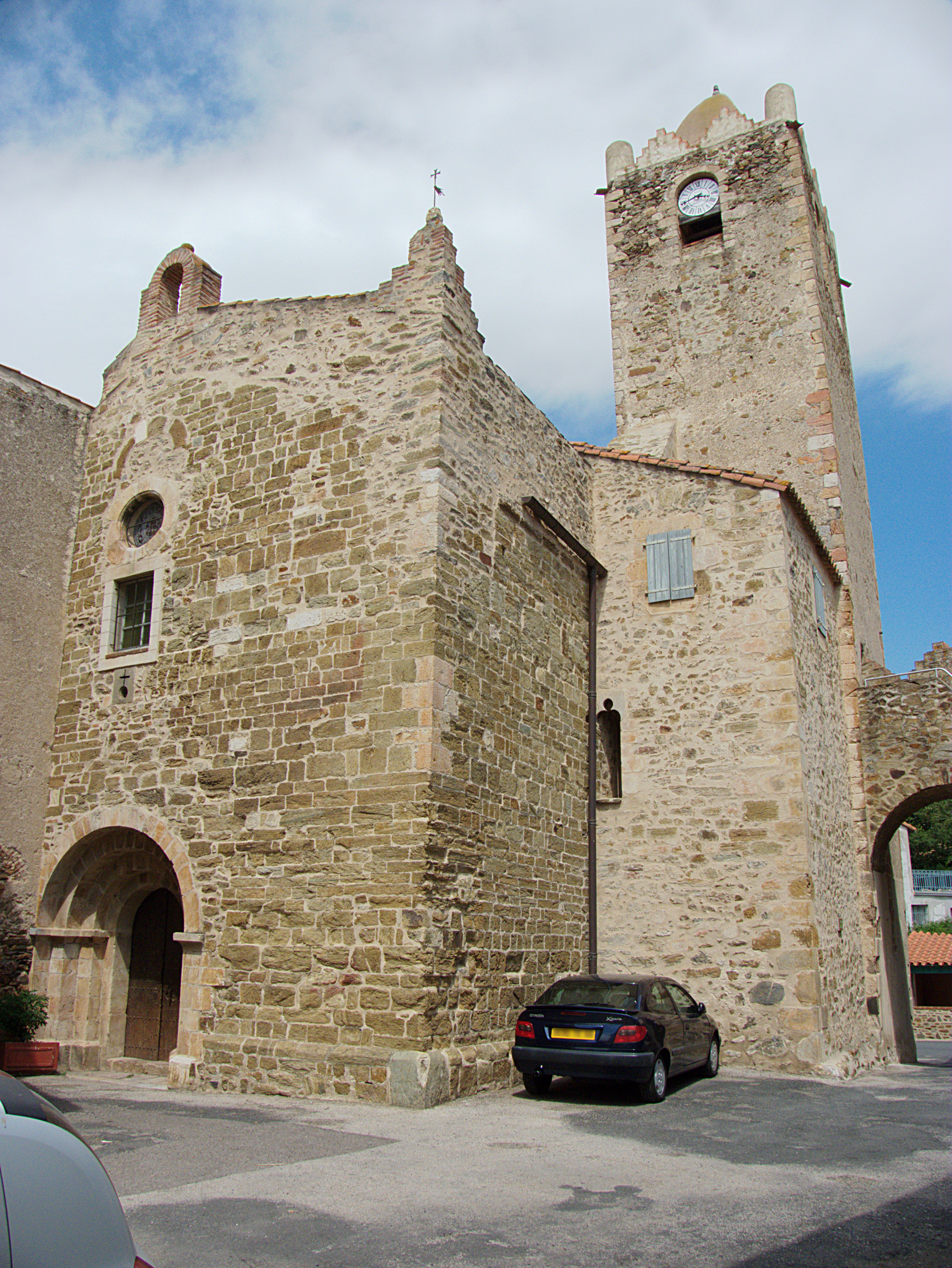
Campanar, nau i entrada

Sant Joan Evangelista d'Oms és l'església parroquial del poble rossellonès d'Oms, cap de la comuna d'aquest nom, a la Catalunya del Nord.
Està situada en el nucli vell del poble; al voltant de l'església nasqué la cellera que donà pas a l'existència d'Oms.

## Història
L'església apareix documentada per primer cop el 1010, quan hom l'esmenta en la consagració de Santa Maria i Sant Miquel de Montoriol d'Amunt.

## L'edifici
L'edifici és versemblantment del segle xii o de començaments del xiii. A la nau romànica, amb dues capelles laterals, li foren afegides al segle xviii dues altres capelles. El temple conserva una imatge severa i imposant, nua de tota decoració, i integrada amb les fortificacions de la vila. En són parts a destacar l'absis romànic, tapat parcialment per construccions posteriors, el portal també d'època romànica, format per tres arcs, i el campanar fortificat (restaurat), unit a l'antiga porta d'entrada a la població. A l'interior es conserva un sarcòfag del 1278, un Crist processonal en fusta policromada, una marededéu amb l'Infant, una pica d'aigua beneïda en marbre de Vilafranca de Conflent i, sobre una base de fusta, una campana del 1403 malmesa i fora d'ús.
L'església va ser inscrita Monument Històric de França el 30 de gener del 1964.

## Imatges

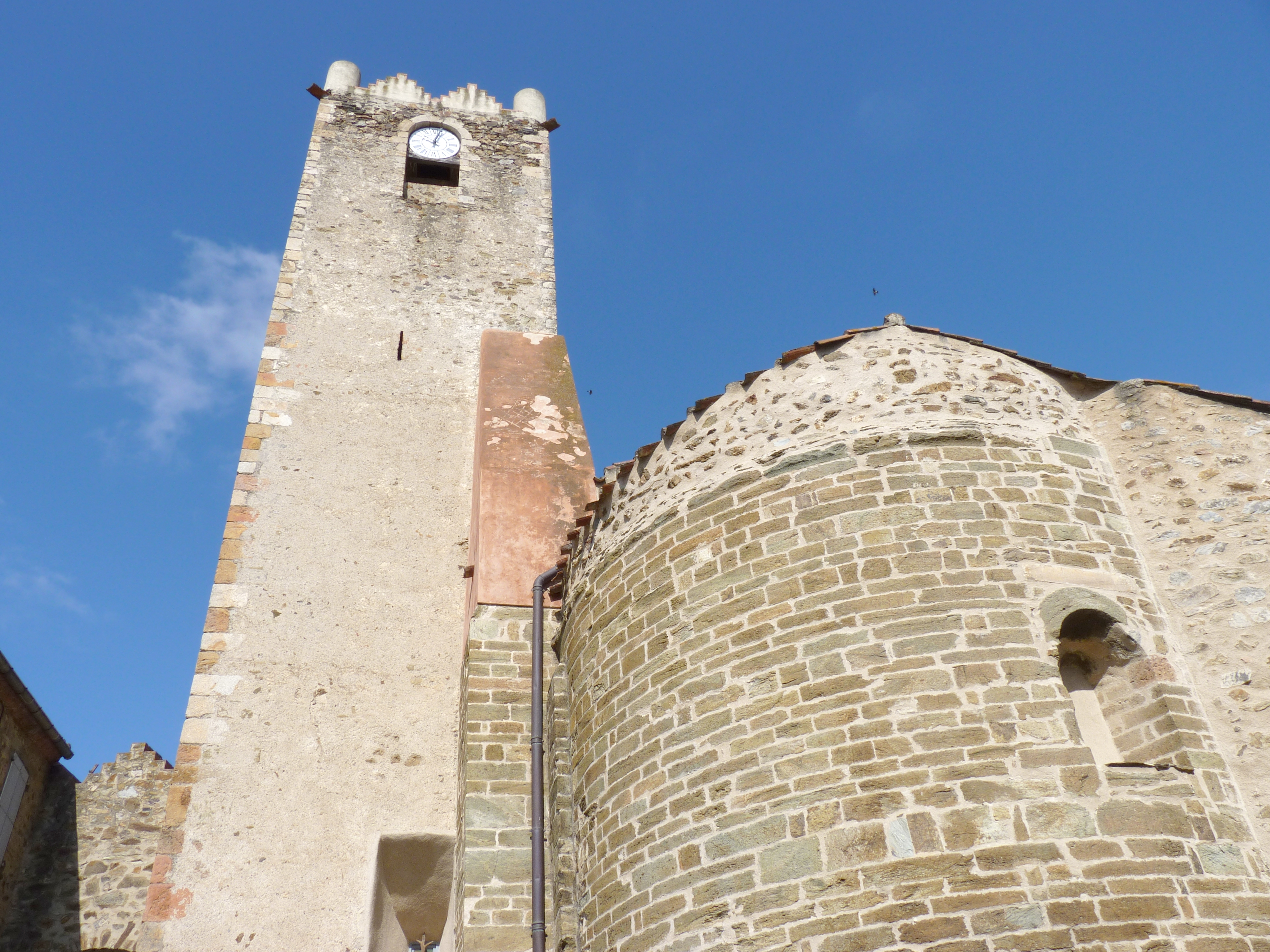
Campanar i absis
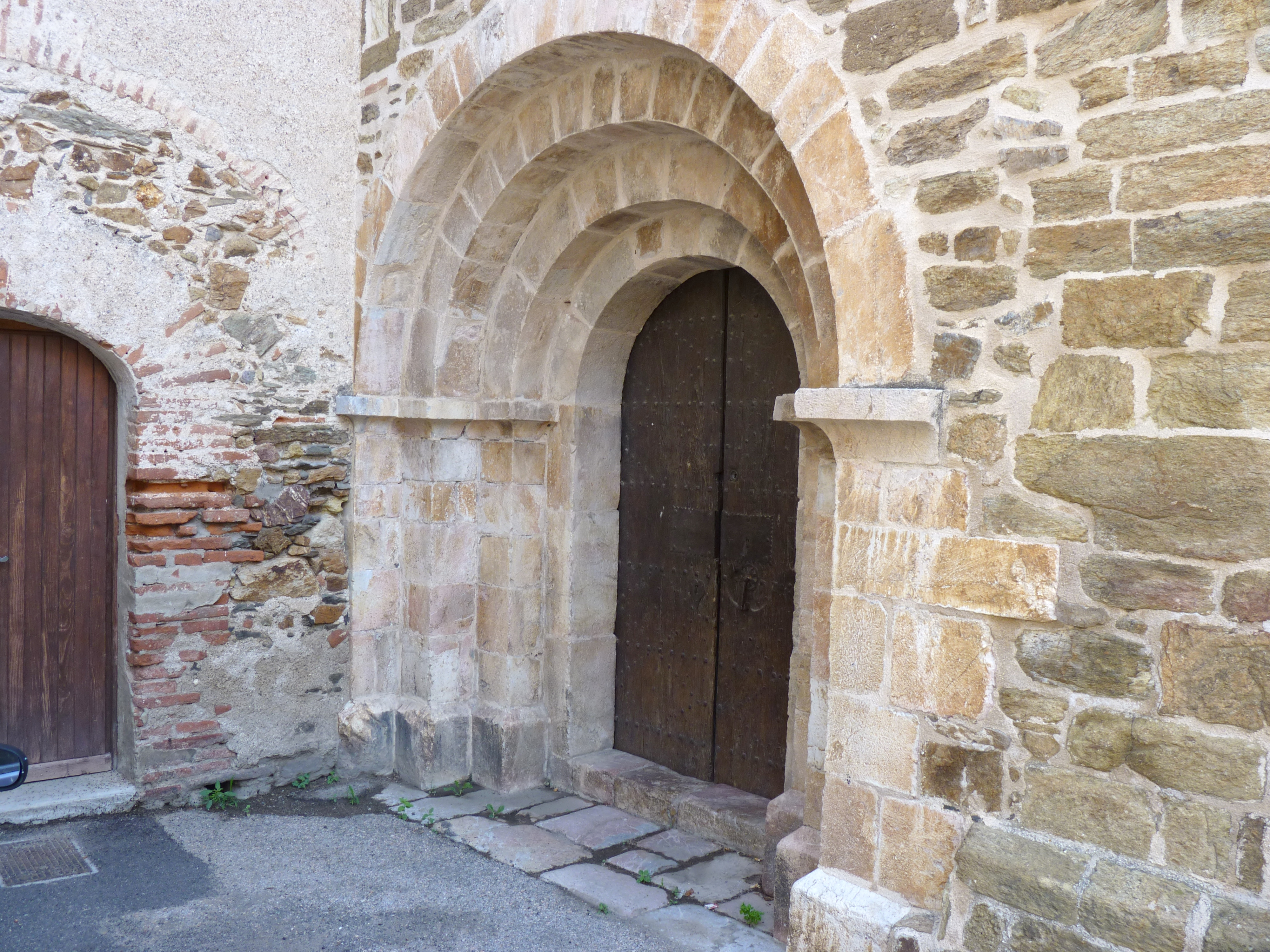
Entrada principal
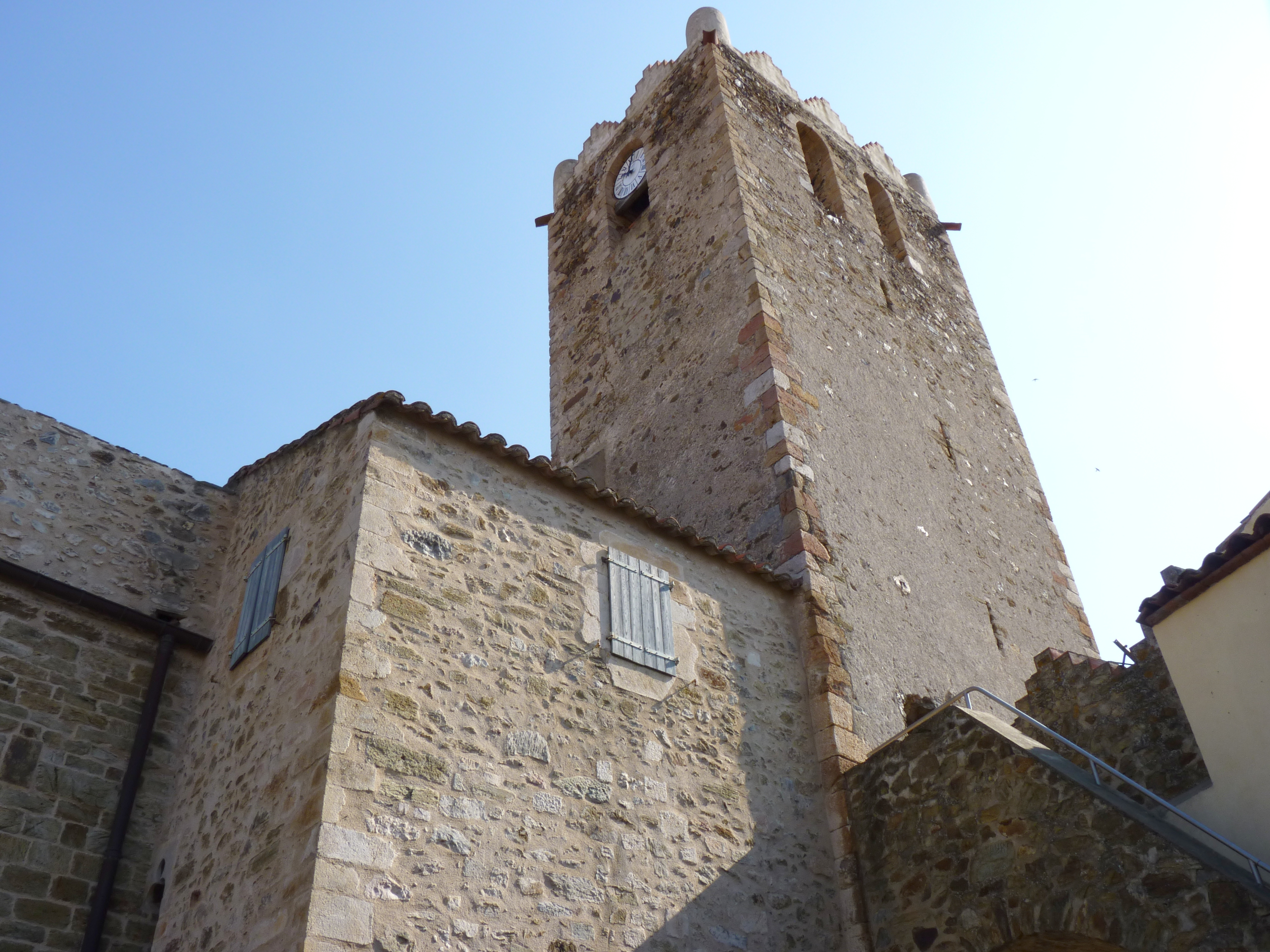
Campanar
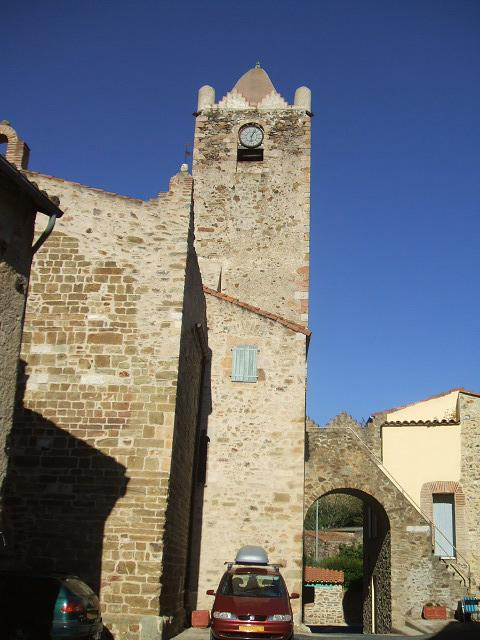
Campanar i porta fortificada de la vila
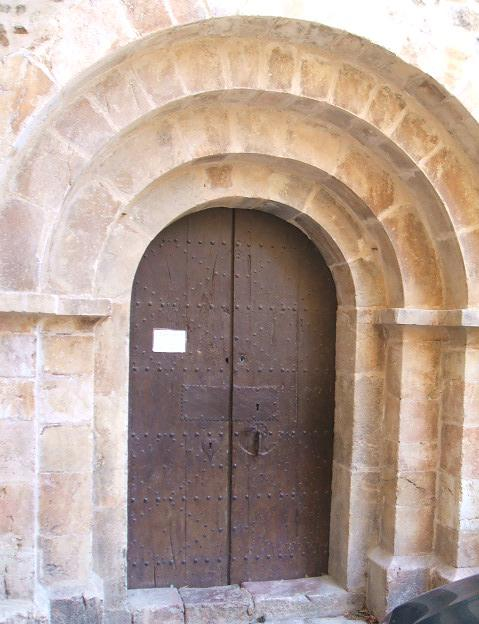
La portalada
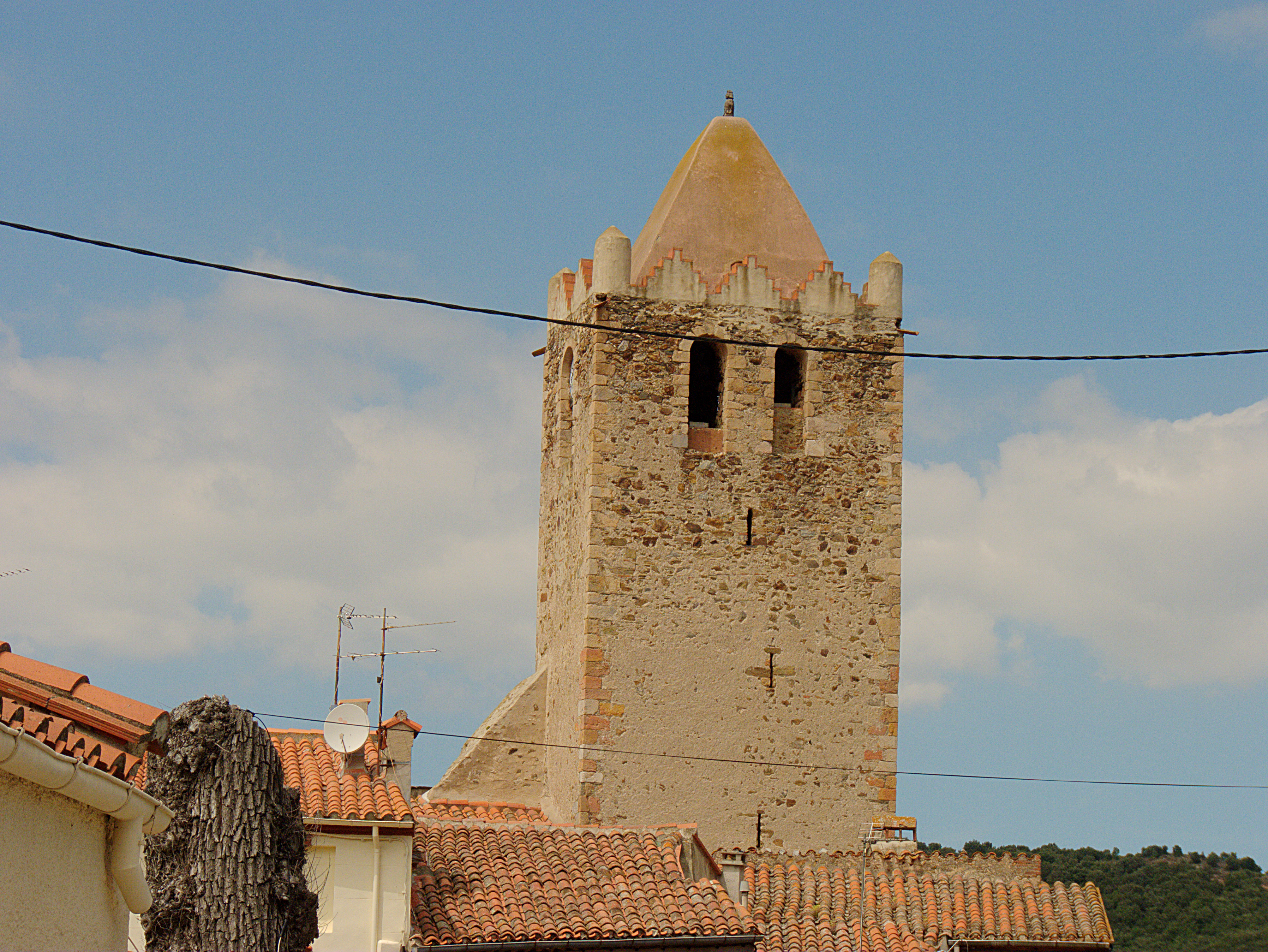
Campanar
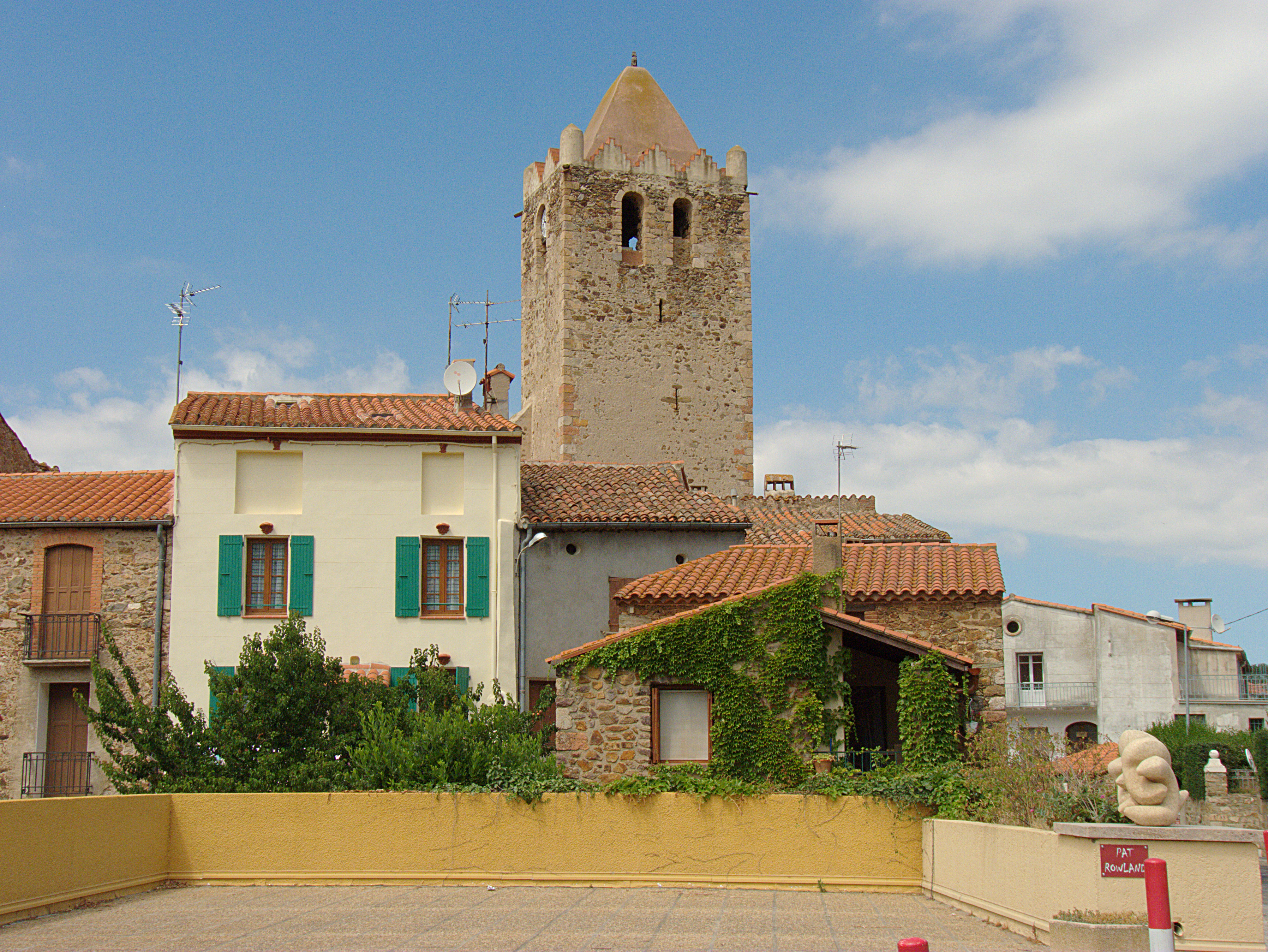
Vista general
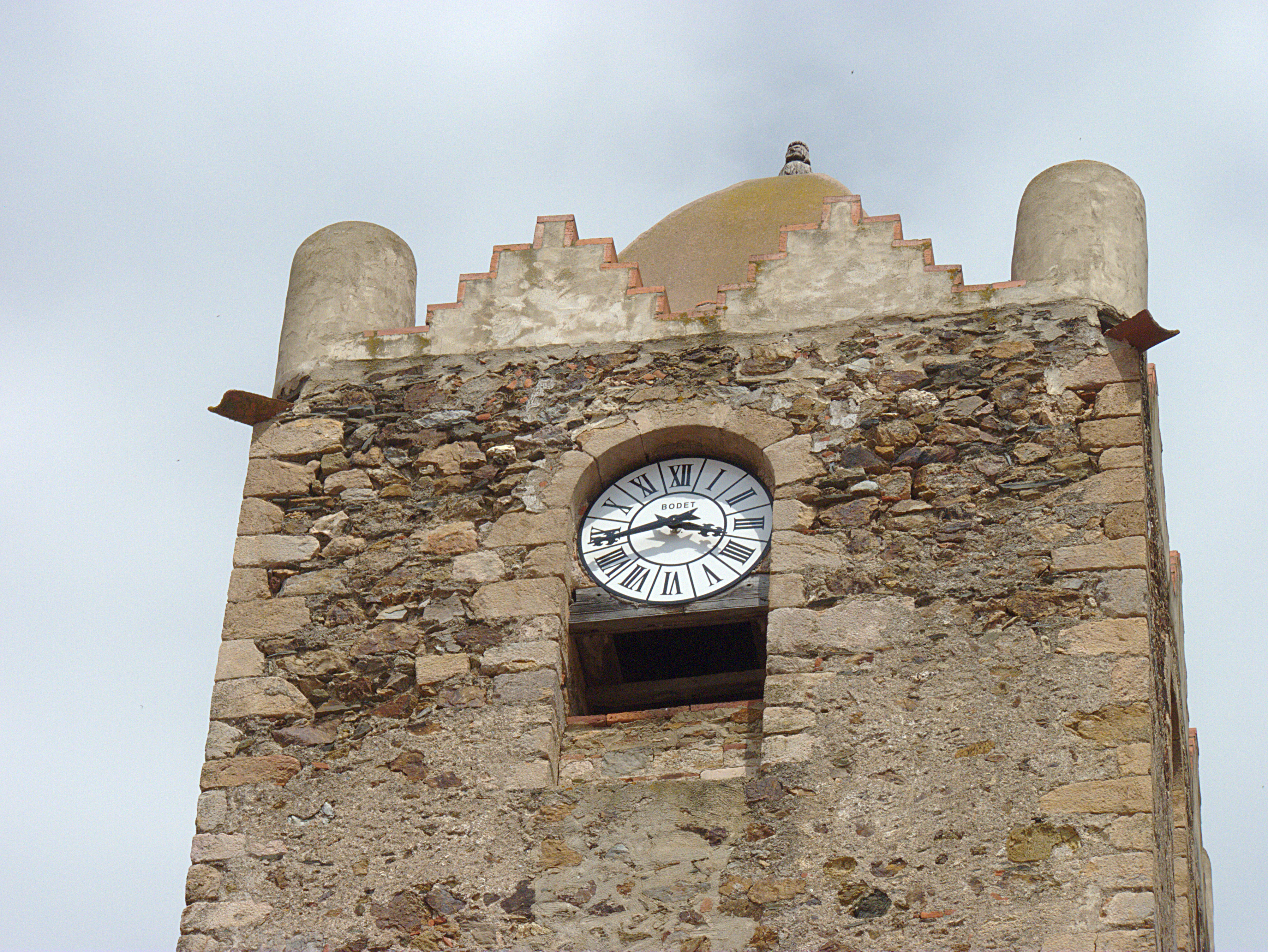
Campanar